# Julia Butterfly Hillová
Julia Butterfly Hillová (* 18. února 1974, Mount Vernon Missouri) je americká ochránkyně přírody a zakladatelka nadace Circle of Life Foundation.
Je dcerou kočovného kazatele a v dětství měla domácí výuku. Od sedmi let používá přezdívku Butterfly podle motýla, který jí sedl na ruku. V srpnu 1996 přežila těžkou autonehodu a obrátila svůj zájem k otázkám smyslu života.
V letech 1997 až 1999 strávila 738 dní v koruně sekvoje vždyzelené v Humboldt County (Kalifornie), aby zabránila jejímu pokácení. Akce měla značný mediální ohlas a 600 let starý strom, kterému dala jméno Luna, se podařilo zachránit. O své zkušenosti Hillová napsala knihu Poselství Luny.
V roce 2002 se zúčastnila v Ekvádoru protestů proti stavbě ropovodu firmy Occidental Petroleum přes mlžný prales, byla zatčena a vypovězena ze země. Po vypuknutí války v Iráku odmítla financovat ze svých daní armádu a požadovala, aby byly peníze použity na vzdělávací a kulturní programy. Vystupovala v dokumentu o hnutí za legalizaci marihuany Hempsters: Plant the Seed.
Je nejmladší osobou, která byla přijata do Ekologické síně slávy. Zpěvačka Idina Menzel jí věnovala píseň Butterfly.